# Combate de Turbigo
El combate de Turbigo fue un enfrentamiento militar de la Guerra de la Segunda Coalición que tuvo lugar el 31 de mayo de 1800 (11 Pradial VIII) en Turbigo entre las fuerzas austriacas y francesas, esta última procedente del Piamonte, después de cruzar los Alpes.

## Antecedentes
El 30 de mayo de 1800 (10 Pradial) tropas franceses al mando del General Jean Boudet entraron en Novara. El mismo día, el general Guillaume Duhesme tomó posición con las divisiones de Boudet y de Lois, a orillas del río Tesino: la división de Boudet se colocó frente a Trecate y la de Lois en Vigevano y alrededores. El 31 de mayo de 1800 (11 Pradial) Napoleón Bonaparte, a la sazón Primer Cónsul, se encontraba en Novara. Frente a la incertidumbre de sus adversarios, aprovechó la circunstancia y partió hacia el Tesino.

## Paso sobre el río Tesino en Turbigo
El 31 de mayo, Joaquín Murat, bajo los ojos de Napoleón, cruzó el Tesino, mientras que Duhesme comenzó a cruzar el río en Boffalora sopra Ticino. La vanguardia de Murat ya estaba en Galliate temprano en la mañana. Los austriacos, posicionados en el lado opuesto del Tesino, frente a Galliate, estaban muy bien atrincherados y defendían la posición con varias piezas de artillería. El fuego de fusil de las filas francesas provocó una reacción inmediata de los cañones austriacos. La artillería ligera francesa, compuesta solo por dos piezas de 4 libras servidas por los artilleros de la guardia, en presencia del propio Napoleón, al son de los tambores, apoyó exitosamente el intento de la infantería francesa, de cruzar el río a través de balsas y barcos recuperados en el lugar, tanto que obligaron a los austriacos a abandonar las posiciones defensivas en el lado opuesto del río.

## Lucha y toma de Turbigo

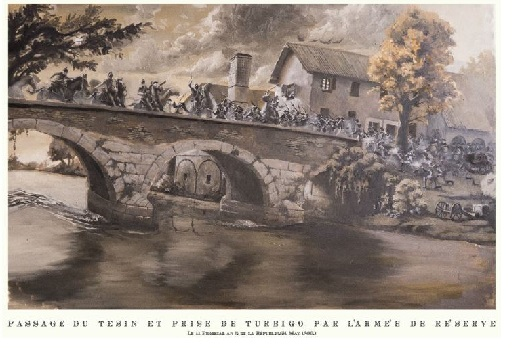
La infantería francesa rechaza la última carga de la caballería austriaca en el puente del Naviglio Grande en Turbigo (pintura hecha para el 220 aniversario de la batalla)

Los austriacos evacuaron rápidamente el lado del río Tesino y se reorganizaron para defender el puente sobre el Naviglio Grande a la entrada de Turbigo, puente sobre el que se habían construido numerosas barricadas. Mientras tanto, el austríaco Johann Ludwig Alexander von Laudon llegó a Turbigo, con numerosos refuerzos, especialmente de caballería. Su posición, aunque favorable, pronto fue atacada por la división al mando de Jean-Charles Monnier, con la 70° Demi-brigada, que formaba la vanguardia y a la que se habían unido numerosos soldados de la 72° Demi-brigada que habían cruzado el río. Los austriacos perdieron 700 hombres en esta acción, 400 de los cuales fueron hechos prisioneros. El general Luis Charles de Guénand, con su semi-brigada, tomó posición frente a Turbigo. Los austriacos intentaron varias cargas de caballería para recuperar el control del puente sobre el Naviglio Grande, pero todas fracasaron. Al final, hubo más de trescientas bajas de caballería. En esta coyuntura, el ciudadano Jacques Baptiste Louis Morin, herido en el brazo, fue ascendido en el campo, por el propio Napoleón, «líder del escuadrón de caballería» y el ciudadano Jean Pierre Lanabère alcanzaría más tarde el rango de general (perdió la vida heroicamente durante la campaña rusa de 1812). A las 10 de la noche el pueblo de Turbigo, completamente incendiado, finalmente cayó en manos de las tropas francesas. La noche y el esfuerzo no permitieron inmediatamente a los franceses perseguir al enemigo que se retiraba hacia Milán. Turbigo fue rastrillado casa por casa toda la noche para extinguir la última resistencia austriaca que había ocupado la ciudad. El 1 de junio (12 Pradial) Napoleón Bonaparte estaba en Turbigo. Temprano en la mañana, mientras aún estaba en Novara, escribió al general Lannes informándole de la victoria sobre Ticino (Boletín n.º 5389 «Correspondance générale de Napoléon Bonaparte»).

## Conclusión de los enfrentamientos y entrada en Milán
El 2 de junio (13 Pradial), temprano en la mañana en Turbigo, donde dormía, Napoleón pudo respirar más libremente. Ya el día anterior, Murat y Boudet habían tomado el camino a Milán. Murat, con toda su caballería, las demi-brigadas diecinueve y trigésima, hizo una marcha forzada para intentar alcanzar al enemigo, que había huido en dirección a Milán, pero no logró alcanzarlos en el camino. La persecución de Murat terminó a las puertas de la ciudad, que se rindió sin derramamiento de sangre. El 2 de junio de 1800 a las 14 horas, Bonaparte con sus consejeros Claude Louis Petiet y Louis de Bourrienne, partió de Turbigo, en un carruaje, para entrar triunfal en Milán.

## Curiosidad
Otra batalla tuvo lugar en Turbigo en 1859, durante la segunda guerra de Independencia italiana, una vez más librada entre los franceses y los austriacos, la llamada «Batalla de Turbigo». En Turbigo hay un museo que recopila información sobre los hechos que se remontan al paso sobre el río Tesino.